# Stenoderus concolor
Stenoderus concolor là một loài bọ cánh cứng trong họ Cerambycidae.